# Pierre Passerat de La Chapelle
Pierre François Passerat de La Chapelle, né le 9 juillet 1734 au château de Montville à Contrevoz (Ain) et mort en décembre 1805 en Martinique, est un officier de la Guerre de Sept Ans et de la Guerre d'indépendance des États-Unis.

## Biographie
Issu de la famille Passerat, Pierre est le neuvième enfant de Honoré et de Marie-Thérèse de la Live. Il est élève au collège de Juilly de 1740 à 1752 date à laquelle il entre en qualité d'officier-élève à l'école d'artillerie de Strasbourg. Le 1er janvier 1754, il est nommé sous-lieutenant dans le corps royal d'artillerie. Il sert dans l'état-major du général Perrin des Almons jusqu'à son départ pour le Canada. Il épouse le 19 mai 1766 à La Martinique Elicée de Montigny issue d'une famille normande. 
Il ne doit pas être confondu avec son frère aîné, Louis François Passerat de La Chapelle de Bellegarde (1726-1796), nommé maréchal de camp en 1788 et auteur de la branche noble de cette famille.

### Au Canada
Il arrive à Québec le 28 mai 1756, le marquis de Montcalm le fait incorporer comme lieutenant en premier dans la section des canonniers des compagnies de la marine royale, détachées au Canada.
Il prend part, à la tête des canonniers, aux combats livrés par le marquis de Montcalm du 10 au 15 août 1756 pour la prise du fort Oswego ou fort Chouaguen.
Il participe à la préparation de l'expédition contre le fort William Henry ou fort George. Sous les ordres du chevalier de Lévis, il prend part à l'attaque des retranchements du fort et à toutes les opérations jusqu'à la reddition de ce fort le 9 août 1757.
Le 15 septembre 1757, il est envoyé par le marquis de Montcalm pour organiser les moyens de défense de Fort Duquesne.

## Divers
Francine Ouellette l'a intégré dans son roman Fleur de Lys.